# Венаск
Венаск (фр. Venasque) — старинное селение (коммуна) на реке Неск.во французском департаменте Воклюз (кантон Перн-ле-Фонтен). До 1320 года — столица одноимённого графства.

## Географическое положение
Венаск расположен в 27 км к востоку от Авиньона и в 11 км к юго-востоку от города Карпантра, куда в 1320 году папа римский перенёс из Венаска административный центр принадлежавшей ему области Конта-Венессен.
Соседние коммуны: Мальмор-дю-Конта на севере, Бловак и Метами на северо-востоке, Ле-Босе и Ла-Рок-сюр-Перн на юго-западе, Перн-ле-Фонтен и Сен-Дидье на западе.

## Демография
Население коммуны на 2010 год составляло 1156 человек.
| 1962 | 1968 | 1975 | 1982 | 1990 | 1999 | 2010 |
| ---- | ---- | ---- | ---- | ---- | ---- | ---- |
| 506  | 519  | 526  | 656  | 785  | 1002 | 1156 |

## Достопримечательности
- Часовня Сен-Сиффрэн.
- Церковь Нотр-Дам, запрестольный образ XVII века, резка по дереву, распятие авиньонской школы 1498 года.
- Баптистерий Венаска[фр.].
- Приорат Сен-Пьер-ле-Терм.
- Башня де Пине
- Институт Нотр-Дам-де-Ви[фр.], основан в 1932 году.